# Lol:-)
Lol:-) é um programa de comédia canadense criada por Pierre Paquin, Denis Savard e Daniel Michaud. Estreou no dia 27 de fevereiro de 2011, em Quebec. Foi exibida no Brasil pela Rede Bandeirantes, intitulada Loucos ou Loucuras, e pelo SBT, no Programa do Ratinho com o quadro Vamos Rir.

## Formato
LOL :-) é uma série única de clipes de comédia visual sem diálogo. É abordado em cada diferentes comportamentos humanos e situações da vida cotidiana como eles encarnam uma ampla gama de indivíduos excêntricos. Gravada não só no Canadá, mas também no México, França e Inglaterra. As estrelas da séria são principalmente Réal Bosse, Martin Drainville, Antoine Vézina, Sylvie Moreau, Sharlene Royer e Julie Ménard, entre outros atores.

## Elenco
- Réal Bossé
- Sylvie Moreau
- Antoine Vézina
- Julie Ménard
- Martin Drainville
- Louis-Philippe Beauchamp
- Sharlene Royer
- Yannick Guiraud

## Temporadas
| Temporada          | Episódios | Transmissão |
| ------------------ | --------- | ----------- |
| Primeira temporada | 14        | 2011        |
| Segunda temporada  | 14        | 2012        |
| Terceira temporada | 14        | 2013        |
| Quarta temporada   | 14        | 2014        |
| Quinta temporada   | 14        | 2015        |
| Sexta temporada    | 14        | 2016        |